# Ménestreau-en-Villette

Ménestreau-en-Villette este o comună în departamentul Loiret din centrul Franței. În 1 ianuarie 2022 avea o populație de 1.385 de locuitori.